# Малката костенурка
Малката костенурка (около 1752 – 1812) е военен вожд на индианското племе маями отговорен за едно от най-големите поражения в историята на американската армия. Когато осъзнава безполезността от продължаването на битките се отказва от войната и става лоялен съюзник на американците.

## Биография
Роден близо до Ийл Ривър в близост до днешния форт Уейн, Индиана, около 1752 г. Баща му е вожд на маямите, но понеже майка му е мохиканка племенният обичай не позволявал той да наследи лидерската позиция. Независимо от това Малката костенурка показва изключителни лидерски и бойни качества като младеж и в крайна сметка е издигнат за вожд от племенните старейшини. Настроен про-британски през 1780 г. неговите воини нападат и унищожават френско-илинойска експедиция командвана от полковник Августин де ла Балм. След Американската революция става водещ в съпротивата срещу посегателствата на американците на север от река Охайо и спомага за формирането на конфедерация на маямите, шоуните, потауатомите и оджибуей.
През 1787 г. Конгресът гарантира на индианците ловните земи на север от река Охайо и че останалите договорености също ще бъдат спазени. Въпреки това в рамките на няколко години до 1790 г. много селища са построени по границата, което води до ожесточена война между индианците и заселниците.
През 1790 г., за да разреши въпроса правителството прибягва до наказателни мерки. Генерал Джозая Хармър получава заповед да се справи с непокорните индианци. С 1100 души слабо обучена милиция от Пенсилвания и Кентъки подпомагани от 300 редовни войници генералът навлиза в индианските земи. Малката костенурка по това време е главен военен вожд на маямите и нарежда на войните да се оттеглят, примамвайки американците все по-дълбоко и по-дълбоко в страната им. Хармър не среща никаква съпротива, докато стигне до селото на Малката костенурка. През октомври 1790 г. индианците правят засада на войската на Хармър, изваждайки от строя 262 от мъжете му. Не постигайки нищо, войската му се връща обратно в Кентъки. Тази победа увеличава престижа на Малката костенурка сред племената в долината на Мауми и спомага за обединяването им.
През септември 1791 г. правителството изпраща генерал Артър Сейнт Клеър със сила от 2300
редовни войници и 300 души милиция от Кентъки срещу индианците. Малката костенурка командва сила със сходни размери подпомаган от водачите на шоуните Синята куртка и Текумзе. Дезертирането скоро намалява силата на Сейнт Клеър до 1500 мъже. Окуражен от тази слабост Малката костенурка се отказва от обичайната защитна тактика в полза на пряко нападение. Тази тактика е нещо, което коренните американци никога дотогава не са опитвали. На сутринта на 4 ноември 1791 г. неговите воини щурмуват американския лагер, докато войниците закусват и ги разпръсват. Сейнт Клеър, тежко болен се измъква от леглото и се опитва да събере оцелелите преди да бъде унищожена цялата армия. Около 500 мъже избягват унищожението и успяват да се спасят, оставяйки над 600 убити и 300 ранени. Загубите на Малката костенурка са незначителни. През ноември 1792 г. той отново побеждава войска кентъкийци водена от Джон Адеър. Страхувайки се, че страховитите „дълги ножове“ ще атакуват отново, Малката костенурка прекарва следващите 2 години в опити за разширяване на племенния съюз и молейки за помощ британците. Страховете му се оправдават, американците се появяват отново, този път начело с генерал Антъни Уейн. Уейн прекарва почти 2 години в обучение и оборудване на силата му от 2000 души и напредва внимателно като изгражда укрепления по пътя. Малката костенурка уважава неговите професионални и енергични подготовки, казвайки че той е „вождът, който никога не спи.“ Индианците тормозят безнаказано линията за доставки на Уейн, но когато атакуват Форт Рековъри през юли 1794 са отблъснати и мнозина разочаровани войни напускат и се връщат у дома.
Малката костенурка вижда силата на „Лудия Антъни“ и съветва другите вождове да търсят мир и предава водачеството на Синята куртка. На 20 август 1794 г. Уейн смазва индианската конфедерация в битката при Фалън Тимбърс, в която Малката костенурка заповядва на няколко маями и изиграва малка роля. На следващата година Малката костенурка подписва Договора от Грийнвил, с който индианците се отказват от по-голямата част от земята, от която се състои днешен Охайо. Оттогава нататък Малката костенурка остава приятел на САЩ и през 1797 г. пътува до Вашингтон, за да се срещне с президента Джордж Вашингтон и Тадеуш Костюшко, които му подаряват пистолети. Вождът е искрен в стремежа си за мир и прави допълнителна отстъпка на земя на среща с губернатора Уилям Хенри Харисън, който по-късно построява къща за него на Ийл Ривър. Вождът не участва във въстанието на Текумзе и държи маямите настрана. Разболява се и умира във Форт Уейн на 14 юли 1812 г. и получава военно погребение.